# ژوائو رزنده
ژوائو رزنده (انگلیسی: João Resende؛ زادهٔ ۲۶ مارس ۲۰۰۳) بازیکن فوتبال اهل پرتغال است که در حال حاضر به صورت قرضی از باشگاه ورزشی لیریا  برای باشگاه فوتبال آکادمیکا بازی می‌کند. 
وی همچنین در تیم‌های ملی فوتبال زیر ۱۵ سال پرتغال، زیر ۱۶ سال پرتغال، زیر ۱۷ سال پرتغال، زیر ۱۹ سال پرتغال، و زیر ۲۰ سال پرتغال بازی کرده است.